# Лодєйне (Архангельська область)
Лодєйне (рос. Лодейное) — присілок в Вельському районі Архангельської області Російської Федерації.
Населення становить 98 осіб. Входить до складу муніципального утворення Усть-Шоношське муніципальне утворення.

## Історія
Від 1937 року належить до Архангельської області.
Від 2004 року належить до муніципального утворення Усть-Шоношське муніципальне утворення.

## Населення
| 2002 | 2010 | 2012 | 2014 |
| ---- | ---- | ---- | ---- |
| 101  | ↘76  | ↗98  | →98  |